# Raoul Jobin
Raoul Jobin, de son vrai nom Joseph Roméo Jobin, était un ténor canadien né le 8 avril 1906 à Québec et décédé le 13 janvier 1974  dans la même ville. Il a été inhumé au cimetière Notre-Dame-de-Belmont, à Sainte-Foy.
Il compte parmi les plus grands ténors francophones du XXe siècle. Il est le père du ténor André Jobin.
Claudette Jobin, sa fille. a épousé le notaire Jacques Taschereau fils d'Edouard Taschereau et Juliette Caroll, elle-même fille du lieutenant-gouverneur Henry-George Carroll.

## Biographie

### Origine et formation
Roméo Jobin est né à Québec le 8 avril 1906. Il commence sa formation de chanteur avec le professeur Émile Larochelle. Il poursuit des études en chant à l'Université Laval de Québec puis à Paris. Il adopte le prénom de son père Raoul, celui de Roméo étant trop associé à l'opéra Roméo et Juliette et à la pièce de théâtre dont il est inspiré. Il se marie à la soprano Thérèse Drouin. Ensemble ils ont trois enfants, Claudette, André et France Jobin épouse du journaliste et haut-fonctionnaire Jacques Pigeon. Comme son père, André Jobin (1933-2023) fera carrière dans les arts. Il sera un comédien, chanteur lyrique (ténor) et metteur en scène.

### Carrière

#### Chanteur lyrique
Dans les années 1930, il fait ses débuts au Grand Opéra de Paris tenant le rôle de Tybalt dans Roméo et Juliette de Charles Gounod. Il incarne plusieurs rôles dans des œuvres notoires telles Louise de Gustave Charpentier, Carmen de Georges Bizet, Wether et Manon de Jules Massenet, Les Contes d'Hoffmann de Jacques Offenbach et Samson et Dalila de Camille Saint-Saëns. C'est durant cette période qu'il construit une expertise en tant qu'interprète d'opéras français. Peu de temps après son arrivée à Paris, son succès est tel qu'il participe à plus de 111 représentations musicales,. De 1934 à 1939, il occupe le titre de premier ténor à l'Opéra et à l'Opéra-Comique de Paris. Durant ses années, il revient quelques fois au pays, par exemple, en 1932, lorsqu'il participe au concert inaugural du Palais Montcalm à Québec.
En 1939, la Seconde Guerre mondiale lui impose d'interrompre sa carrière en Europe. De 1939 à 1945, il s'investit alors à développer sa carrière en Amérique du Nord et du Sud. Il se produit entre autres à l'Opéra de San Francisco, à l'opéra de Cincinnati, à Rio de Janeiro, à Buenos Aires au Teatro Colon, où on lui donne le surnom de Caruso du Canada à cause des qualités de sa voix,. Le succès qu'il rencontre à Rio de Janeiro l'amène à faire ses débuts au Metropolitan Opera (Met) de New York le 19 février 1940,. Le premier opéra auquel il participe au Met est Manon, il tient le rôle de DesGrieux et chante en compagnie de Grace Moore,. Il devient également un invité régulier des Variétés lyriques de Montréal, où il chante notamment le rôle de Don José dans la production de Carmen en octobre 1938. En 1941, il revient au Québec, à Montréal, pour la production de l'opéra comique His Majesty. Il incarne également le rôle de Pelléas pour la première canadienne de Pelléas et Mélisande de Claude Debussy. Le 18 mars de la même année, il donne un récital à l'auditorium Le Plateau à Montréal tout juste avant de partir en tournée aux États-Unis avec une troupe du Metropolitan Opera. À la fin de la guerre, il retourne à l'Opéra de Paris, où il connaît un franc succès jusqu'en 1956,. En 1950, il donne un récital à la salle Gaveau à Paris. Raoul Jobin prend sa retraite de la scène à 50 ans en 1957. Durant sa carrière, il se sera produit sur une multitude de scènes européennes notamment à Paris, Bordeaux, Toulouse, Nantes, Lyon, Montpellier, Florence, Barcelone, Liège, Genève et Zurich. Il aura voyagé en France, au Mexique, en Argentine, an Algérie, aux États-Unis, en Belgique, en Suisse, au Maroc et en Tunisie, entre autres.

#### Professeur et directeur
En 1957, Raoul Jobin revient au Québec et met sur pied une école de chant à Montréal. Il est nommé professeur de chant au Conservatoire de musique de Montréal puis nommé directeur du Conservatoire de musique de Québec de 1961 à 1970. Il devient alors le second directeur de cette institution. En 1951, il est nommé chevalier de la Légion d'honneur en France puis, en 1952, l'Université Laval lui décerne un doctorat honoris en musique. En 1967, il est nommé compagnon de l'Ordre du Canada. En 1970, il exerce la fonction de conseiller culturel du Québec à Paris.
Au moment des rapprochements avec la France il crée avec le Dr Fernand Hould, apparenté à Jean Hould qui fera l'autopsie du corps de Pierre Laporte, l'association Amitiés France-Québec. Son gendre Jacques Pigeon entre lui au service de Jean Marchand à Ottawa.

### Fin de vie
Le 10 janvier 1974, Raoul Jobin est hospitalisé à l'hôpital Saint-Sacrement de Québec. Il décède d'un cancer généralisé le dimanche 13 janvier 1974 à Québec à l'âge de 67 ans. Ses funérailles ont lieu de 17 janvier 1974 à l'église Saint-Sauveur, sa paroisse natale,. Son épouse Thérèse Drouin décède en 2007.

## Grands rôles
- Roméo et Juliette de Charles Gounod :  Roméo
- Samson et Dalila de Camille Saint-Saëns :  Samson
- Carmen de Georges Bizet :  Don José
- Lohengrin de Richard Wagner :  Lohengrin
- Die Meistersinger von Nürnberg de Richard Wagner : Walther

## Discographie sélective
- Jacques Offenbach, Les Contes d'Hoffmann (Hoffmann), André Cluytens (dir.) - EMI Classics - Enregistré en 1948.
- Georges Bizet, Carmen (Don José), André Cluytens (dir.) - La Voix de son maître - Enregistré en 1950.
- Charles Gounod, Roméo et Juliette (Roméo) avec Janine Micheau, direction Alberto Erede - Enregistré en 1953.
- Gluck, Alceste avec Kirsten Flagstad Geraint Jones (dir.) - Decca - Decca - Enregistré en 1956.
- Gabriel Fauré, Pénélope (Ulysse) avec Régine Crespin, Désiré-Émile Inghelbrecht  (dir.) - (label Discoreale) - Enregistré en 1956.

## Honneurs et distinctions

### Décorations
- Compagnon de l'Ordre du Canada (1967)
- Chevalier de l'Ordre national de la Légion d'honneur (1951)

### Posthume
- 1989 - La salle de spectacle du palais Montcalm, à Québec, porte désormais le nom de Raoul Jobin[15],[8].
- 1985 - La Fondation de l'Opéra de QUébec créée le prix Raoul-Jobin qui récompense les étudiants diplômés de deux institutions musicales de la ville de Québec : le Conservatoire et le département de musique de l'Université Laval[16].
- 1983 - Renée Maheu publie un livre biographique sur Raoul Jobin aux éditions Pierre Belfond[17].
- 1991 : Intronisé au Panthéon canadien de l'art lyrique
- 2006 : le 6 février 2006, une rue est nommée en son nom dans la Ville de Québec. La rue Sainte-Thérèse est dénominée en son honneur.

### Archives
- Le fonds d'archives de Raoul Jobin est conservé au centre d'archives de Québec de Bibliothèque et Archives nationales du Québec[18].